# 1931 en droit
Cet article présente les faits marquants de l'année 1931 en droit.

## Naissances
- 12 avril à Toulouse : Jean-Paul Buffelan-Lanore, avocat (métier) pendant 30 ans, docteur en droit et en science, professeur spécialiste du droit des nouvelles technologies.

## Décès
- 18 mai : Enrico Bensa, jurisconsulte italien, professeur de droit commercial et maritime (° 15 novembre 1848).